# Гура Раулуј (Сибињ)
Гура Раулуј (рум. Gura Râului) насеље је у Румунији у округу Сибињ у општини Гура Раулуј. Oпштина се налази на надморској висини од 515 m.

## Историја
Према државном шематизму православног клира Угарске 1846. године у месту "Гураров" је живело је 551 породица. Толико парохијана су опслуживала три свештеника, пароха: поп Петар Манцу, поп Јован Арсеније и поп Јован Дамјану.

## Становништво
Према подацима из 2002. године у насељу је живело 3621 становника.

### Попис2002.
| Расподела становништва по националности 2002.‍ | Расподела становништва по националности 2002.‍ | Расподела становништва по националности 2002.‍ | Расподела становништва по националности 2002.‍ | Расподела становништва по националности 2002.‍ |
| --------------------------------------------- | --------------------------------------------- | --------------------------------------------- | --------------------------------------------- | --------------------------------------------- |
|                                               |                                               |                                               |                                               |                                               |
| Румуни                                        | Румуни                                        |                                               | 3.616                                         | 99,9%                                         |
| Роми                                          | Роми                                          |                                               | 3                                             | 0,1%                                          |

### Хронологија
| Година       | 1992 | 1993 | 1994 | 1995 | 1996 | 1997 | 1998 | 1999 | 2000 | 2001 | 2002 | 2003 | 2004 | 2005 | 2006 | 2007 | 2008 | 2009 | 2010 | 2011 | 2012 | 2013 | 2014 | 2015 | 2016 | 2017 |
| ------------ | ---- | ---- | ---- | ---- | ---- | ---- | ---- | ---- | ---- | ---- | ---- | ---- | ---- | ---- | ---- | ---- | ---- | ---- | ---- | ---- | ---- | ---- | ---- | ---- | ---- | ---- |
| Становништво | 3666 | 3644 | 3630 | 3623 | 3618 | 3615 | 3586 | 3582 | 3607 | 3649 | 3627 | 3623 | 3616 | 3641 | 3657 | 3654 | 3655 | 3671 | 3697 | 3719 | 3697 | 3725 | 3736 | 3727 | 3747 | 3744 |